# Lironville
Lironville – miejscowość i gmina we Francji, w regionie Grand Est, w departamencie Meurthe i Mozela.
Według danych na rok 1990 gminę zamieszkiwało 95 osób, a gęstość zaludnienia wynosiła 11 osób/km² (wśród 2335 gmin Lotaryngii Lironville plasuje się na 950. miejscu pod względem liczby ludności, natomiast pod względem powierzchni na miejscu 697.).